# Focke-Achgelis Fa 330
Focke-Achgelis Fa 330 Bachstelze byl německý průzkumný bezmotorový vírník určený ke službě na ponorkách. Jednalo se o lehký stroj s jednoduchou konstrukcí, který startoval z ponorky, k níž byl přikotven lanem. Průtok vzduchu potřebný k roztočení rotorů byl dosažen pohybem ponorky na hladině. Pozorovatel vystoupil do výše 120 m a měl tak rozhled na vzdálenost zhruba 50 km. V případech, kdy byl kapitán ponorky nucen se náhle ponořit, uvolnili z ponorky tažné lano a vírník se snesl zvolna na hladinu. Vírníky byly do výzbroje zavedeny roku 1942 a používaly se hlavně na ponorkách operujících v jižní části Atlantiku a v Indickém oceánu. Celkem bylo vyrobeno kolem 200 kusů.
Spojenci 3. května 1944 ukořistili vírník Focke-Achgelis Fa 330 z ponorky U-852, která operovala v Indickém oceánu a byla poškozena.

## Technická data
- Průměr rotoru: 8,50 m
- Délka trupu: 4,47 m
- Výška: 1,67 m
- Hmotnost prázdného stroje: 75 kg
- Vzletová hmotnost: 175 kg
- Rychlost letu: do 80 km/h